# Jackson Richardson
Jackson Richardson, francoski rokometaš, * 14. junij 1969, Saint-Pierre, Réunion.
Leta 1992 je na poletnih olimpijskih igrah v Barceloni v sestavi francoske reprezentance osvojil bronasto olimpijsko medaljo.